# Tiutiunnîkî (Șcerbani), Poltava
Tiutiunnîkî (în ucraineană Тютюнники) este un sat în comuna Șcerbani din raionul Poltava, regiunea Poltava, Ucraina.

## Demografie
Componența lingvistică a localității Tiutiunnîkî
     Ucraineană (90,63%)
     Rusă (9,38%)
Conform recensământului din 2001, majoritatea populației localității Tiutiunnîkî era vorbitoare de ucraineană (90,63%), existând în minoritate și vorbitori de rusă (9,38%).